# Amacueca
Amacueca – miasto w centralnej części meksykańskiego, stanu Jalisco, około 130 km na południe od stolicy stanu - Guadalajary. Jest siedzibą władz gminy Amacueca. Miasto w 2010 r. zamieszkiwało ponad 2800 osób.
Nazwa miejscowości pochodzi od słów z języka nahuatl i oznacza miejsce zbioru fig (Ficus insipida).